# A nemzetközi közösség bosznia-hercegovinai főképviselőinek listája
A táblázatban az 1992–1995-ös bosznia-hercegovinai háborút lezáró Daytoni békeszerződés végrehajtásának ellenőrzésével megbízott főképviselők listája található.

| # | Portré | Főképviselő                         | Hivatali idő        | Hivatali idő        | Ország             |
| - | ------ | ----------------------------------- | ------------------- | ------------------- | ------------------ |
| 1 |        | Carl Bildt (1949–)                  | 1995. december 14.  | 1997. június 17.    | Svédország         |
| 2 |        | Carlos Westendorp (1937–)           | 1997. június 18.    | 1999. augusztus 17. | Spanyolország      |
| 3 |        | Wolfgang Petritsch (1947–)          | 1999. augusztus 18. | 2002. május 26.     | Ausztria           |
| 4 |        | Paddy Ashdown (1941–2018)           | 2002. május 27.     | 2006. január 31.    | Egyesült Királyság |
| 5 |        | Christian Schwarz-Schilling (1930–) | 2006. február 1.    | 2007. június 30.    | Németország        |
| 6 |        | Miroslav Lajčák (1963–)             | 2007. július 1.     | 2009. február 28.   | Szlovákia          |
| 7 |        | Valentin Inzko (1949–)              | 2009. március 1.    | 2021. július 31.    | Ausztria           |
| 8 |        | Christian Schmidt (1957–)           | 2021. augusztus 1.  | hivatalban          | Németország        |